# 마르케주의 철도역 목록
다음은 이탈리아 마르케주의 철도역 목록이다. 모든 역은 이탈리아 정부 소유의 국영철도회사 페로비에 델로 스타토의 자회사인 레테 페로비아리아 이탈리아나 (RFI)가 소유하고 있다.

## RFI 소속
| 역명                           | 도시               | 도                 | 등급   |
| ------------------------------ | ------------------ | ------------------ | ------ |
| 알바치나                       | 알바치나           | 안코나도           | 브론즈 |
| 안코나                         | 안코나             | 안코나도           | 골드   |
| 안코나 마리티마                | 안코나             | 안코나도           | 실버   |
| 안코나 토레테                  | 안코나             | 안코나도           | 실버   |
| 아스콜리피체노                 | 아스콜리피체노     | 아스콜리피체노도   | 실버   |
| 벨리시오솔파레                 | 벨리시오솔파레     | 안코나도           | 브론즈 |
| 카스텔페레티                   | 카스텔페레티       | 안코나도           | 브론즈 |
| 카스텔플라니오-쿠프라몬타나    | 카스텔플라니오     | 안코나도           | 브론즈 |
| 카스텔라이몬도-카메리노        | 카스텔라이몬도     | 마체라타도         | 실버   |
| 체레토데시                     | 체레토데시         | 안코나도           | 브론즈 |
| 키아라발레                     | 키아라발레         | 안코나도           | 실버   |
| 치비타노바 마르케-몬테그라나로 | 치비타노바마르케   | 마체라타도         | 실버   |
| 코리도니아-몰리아노            | 코리도니아         | 마체라타도         | 브론즈 |
| 쿠프라마리티마                 | 쿠프라마리티마     | 아스콜리피체노도   | 브론즈 |
| 파브리아노                     | 파브리아노         | 안코나도           | 실버   |
| 파브리아노-카 마이아노         | 파브리아노         | 안코나도           | 브론즈 |
| 팔코나라마리티마               | 팔코나라마리티마   | 안코나도           | 실버   |
| 팔코나라 스타디오              | 팔코나라마리티마   | 안코나도           | 브론즈 |
| 파노                           | 파노               | 페사로에우르비노도 | 실버   |
| 갈리올레                       | 갈리올레           | 마체라타도         | 브론즈 |
| 젠가-산 비토레 테르메          | 젠가               | 안코나도           | 브론즈 |
| 그로탐마레                     | 그로탐마레         | 아스콜리피체노도   | 브론즈 |
| 제시                           | 제시               | 안코나도           | 실버   |
| 로레토                         | 로레토             | 안코나도           | 실버   |
| 마체라타                       | 마체라타           | 마체라타도         | 실버   |
| 마체라타 폰테스코델라          | 마체라타           | 마체라타도         | 브론즈 |
| 말티냐노델트론토               | 말티냐노델트론토   | 아스콜리피체노도   | 브론즈 |
| 마리노델트론토-폴리냐토        | 마리노델트론토     | 아스콜리피체노도   | 브론즈 |
| 마로타-몬돌포                  | 몬돌포             | 페사로에우르비노도 | 실버   |
| 마르초카                       | 마르초카           | 안코나도           | 브론즈 |
| 마텔리카                       | 마텔리카           | 마체라타도         | 브론즈 |
| 멜라노-마리스키오              | 멜라노             | 안코나도           | 브론즈 |
| 몬삼폴로델트론토               | 몬삼폴로델트론토   | 아스콜리피체노도   | 브론즈 |
| 몬테카로토-카스텔벨리노        | 몬테카로토         | 안코나도           | 브론즈 |
| 몬테코사로                     | 몬테코사로         | 마체라타도         | 브론즈 |
| 몬테마르차노                   | 몬테마르차노       | 안코나도           | 브론즈 |
| 몬테프란도네                   | 몬테프란도네       | 아스콜리피체노도   | 브론즈 |
| 몬테로소마르케                 | 몬테로소마르케     | 안코나도           | 브론즈 |
| 모로발레-몬테 산 주스토        | 모로발레           | 마체라타도         | 브론즈 |
| 오피다-카스텔 디 라마          | 오피다             | 아스콜리피체노도   | 브론즈 |
| 오시모-카스텔피다르도          | 오시모             | 안코나도           | 브론즈 |
| 팔롬비나                       | 안코나             | 안코나도           | 브론즈 |
| 판티에레 디 카스텔벨리노       | 카스텔벨리노       | 안코나도           | 브론즈 |
| 페다소                         | 페다소             | 페르모             | 브론즈 |
| 페르골라                       | 페르골라           | 페사로에우르비노도 | 브론즈 |
| 페사로                         | 페사로             | 페사로에우르비노도 | 골드   |
| 폴렌차                         | 폴렌차             | 마체라타도         | 브론즈 |
| 포르토다스콜리                 | 포르토다스콜리     | 아스콜리피체노도   | 실버   |
| 포르토레카나티                 | 포르토레카나티     | 마체라타도         | 실버   |
| 포르토산텔피디오               | 포르토 산텔피디오  | 페르모             | 실버   |
| 포르토산조르조-페르모          | 포르토산조르조     | 페르모             | 실버   |
| 포텐차피체나-몬텔루포네        | 포텐차피체나       | 마체라타도         | 브론즈 |
| 산베네데토델트론토             | 산베네데토델트론토 | 아스콜리피체노도   | 실버   |
| 산클라우디오                   | 산 클라우디오      | 마체라타도         | 브론즈 |
| 산 필리포                      | 아스콜리피체노     | 아스콜리피체노도   | 브론즈 |
| 산세베리노마르케               | 산세베리노마르케   | 마체라타도         | 실버   |
| 사소페라토-아르체비아          | 사소페라토         | 안코나도           | 브론즈 |
| 세니갈리아                     | 세니갈리아         | 안코나도           | 실버   |
| 세라산퀴리코                   | 세라산퀴리코       | 안코나도           | 브론즈 |
| 스피네톨리-콜리                | 스피네톨리         | 아스콜리피체노도   | 브론즈 |
| 톨렌티노                       | 톨렌티노           | 마체라타도         | 실버   |
| 우르비살리아-스포르차코스타    | 우르비살리아       | 마체라타도         | 브론즈 |
| 바라노                         | 안코나             | 안코나도           | 브론즈 |

## 같이 보기
- 이탈리아의 철도
- 페로비에 델로 스타토
- 이탈리아의 철도역
- 이탈리아의 교통